# Современный балет

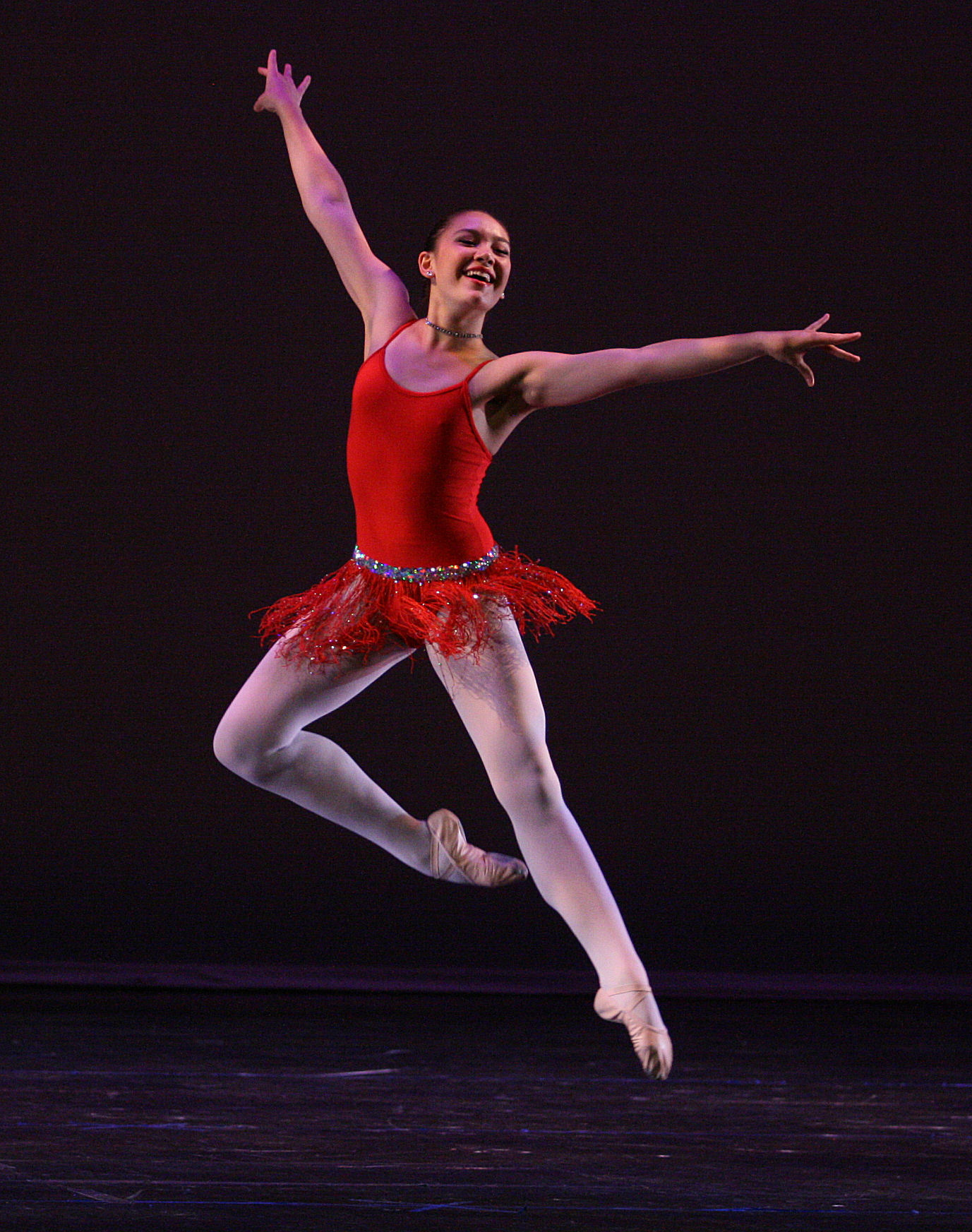
Прыжок в современном балете

Современный балет это жанр танца, который включает в себя элементы классического балета и танца модерн. В нем используется классическая балетная техника, а во многих случаях и классическая техника пуантов, но он допускает больший диапазон движений верхней части тела и не ограничивается строго определенными линиями и формами тела, характерными для традиционного классического балета. Многие из его атрибутов происходят из идей и инноваций современного танца 20-го века, включая работу на полу и поворот ног. Стиль также содержит множество движений, подчеркивающих гибкость тела.

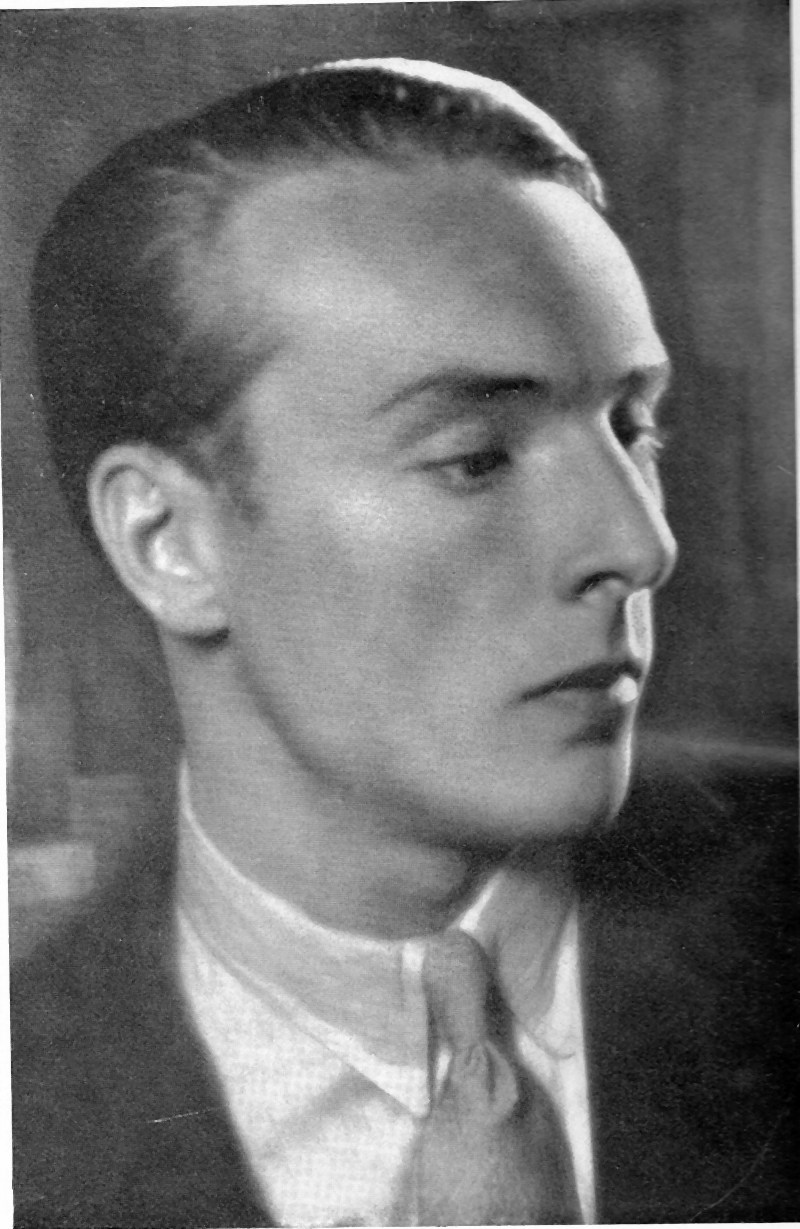
Джордж Баланчин, пионер современного балета

Джорджа Баланчина часто называют отцом современного балета. Хореографический стиль, который он разработал в начале 20 века, называется неоклассическим балетом и представляет собой промежуточную форму между традиционным классическим балетом и современным балетом. Хореография Баланчина включает в себя изогнутые лодыжки и руки, несбалансированные позы и пачки, отличные от традиционных. Среди других хореографов, представляющих современный балет можно назвать Мориса Бежара, Уильяма Форсайта и Джона Ноймайера.
Современный балет (который, часто путают с танцем модерн) отходит от ограничений традиционной классической балетной школы, в сторону эксперимента и вызова традициям. Он часто используется для описания произведений, созданных в настоящем или недавнем прошлом. Эти произведения, как правило, отражают настроения, идеи, события и чувства времени их создания и не всегда имеют конкретные сюжеты или либретто.